# Militärflugplatz Istres-Le Tubé

i7
i11
i13
Die Base aérienne 125 Istres-Le Tubé (B.A. 125) ist ein Militärflugplatz der französischen Luftstreitkräfte (Armée de l’air). Die Basis, die nach dem Kampfflieger Charles Monier benannt ist, der 1953 bei einem Testflug umkam, liegt in der Region Provence-Alpes-Côte d’Azur im Département Bouches-du-Rhône etwa drei Kilometer westlich des Zentrums von Istres.
Sie dient als base aérienne à vocation nucléaire (BAVN) der luftgestützten Atomstreitkräfte und wichtiger Transport-Hub des französischen Militärs. Sie beherbergt darüber hinaus das wichtigste Flugversuchszentrum Frankreichs und eines der wichtigsten weltweit. Die mit 5000 Meter längste Start- und Landebahn in Europa wäre früher auch als Notlandeplatz für das Space Shuttle in Frage gekommen. Die letzten 1200 Meter wurden 1992 für die Firma Airbus als over-run gebaut. Auf dem Gelände mit 500 Gebäuden arbeiten 5000 Menschen, davon 4000 für das Verteidigungsministerium.

## Geschichte
Die Basis Istres ist einer der ältesten Militärflugplätze Frankreichs. Bereits im Jahre 1915 wurde hier eine Flugschule des Militärs eröffnet. In der Zwischenkriegszeit war der Flugplatz Schauplatz von Kunst- und Rekordflügen, wie zum Beispiel durch Hélène Boucher.
Während des Zweiten Weltkrieges nutzte ihn zunächst die Armée de l’air und nach Frankreichs Kapitulation am Ende des Westfeldzuges der deutschen Wehrmacht die Armée de l'Air de Vichy. Nach der Besetzung Südfrankreichs im November 1942 durch die deutsche Wehrmacht nutzte die Luftwaffe den Flugplatz weiter. In den letzten sechs Wochen des Jahres 1942 war Istres Einsatzbasis der Fw 190A Jagdbomber der 10. Staffel des Jagdgeschwaders 2 (10. (Jabo)/JG 2), verstärkt im ersten Monat von der 10. Staffel des Jagdgeschwaders 26 (10./JG 26).
In der ersten Jahreshälfte 1943 nutzte die mit Ju 88A ausgerüstete IV. Gruppe des Kampfgeschwaders 3 (IV./KG 3) die südfranzösische Basis. Anschließend lagen hier ab Juli 1943 die Do 217E/K des Stabes und die III. Gruppe des Kampfgeschwaders 100 (S. und III./KG 100) und im September kam auch noch das Gros der II. Gruppe (II./KG 100) hinzu. Das KG 100 verließ Istres im November 1943.
Ju 88A des Stab, I. und II. Gruppe des Kampfgeschwaders 30 (S., I. und II./KG 30) operierten Ende Januar 1944 für kurze Zeit von Istres. Mit dem gleichen Flugzeugtyp war die Basis von Ende März bis Anfang Juli 1944 Stützpunkt des 4. Staffel des Kampfgeschwaders 76 (4./KG 76), verstärkt ab Anfang Juni von der 6. Staffel des Kampfgeschwaders 77 (6./KG 77).
Neben den Bombereinheiten waren hier zwischen November 1942 und Dezember 1943 auch Fern-Aufklärungsstaffeln stationiert, zunächst bis September 1943 die 1. Staffel der Aufklärungsgruppe (F) 33 (1./Aufkl.Gr. 33) und bereits ab Juli 1943 die 3. Staffel der Aufklärungsgruppe (F) 122 (3./Aufkl.Gr. 122), beide ebenfalls auf Ju 88. Im Hochsommer 1943 kamen auch noch einige Bf 110 der 1. Staffel der Nahaufklärungsgruppe 16 (1./ NAGr. 16) hinzu.

### Nach Kriegsende
Daneben nutzten weitere Front- und Ersatztruppenteile Istres, bis zur Einnahme durch die gelandeten Alliierten im August 1944. Die Basis war im Laufe der deutschen Besetzung mehrmals Ziel alliierter Luftangriffe. Alliierter Hauptnutzer von Advanced Landing Ground ALG Y-17, so die alliierte Codebezeichnung, war die mit C-47 Skytrain ausgerüstete 64th Troop Carrier Group der Twelfth Air Force der United States Army Air Forces (USAAF), die hier zwischen September und November 1944 lag.
Nach Kriegsende war die Basis zunächst Zwischenlandeplatz für den Rücktransport amerikanischer Truppen und wurde im Oktober 1945 an Frankreich zurückgegeben. In den Jahren bis 1958 nutzte auch die britische Royal Air Force Istres als Zwischenlandeplatz für Flüge in Staaten des Empire und Commonwealth.
Mit der Gründung des Flugversuchzentrums Centre d’Essais en Vol (CEV) begann 1950 die zivil-industrielle Mitnutzung. Viele Flugzeugmodelle von Dassault wurden hier erprobt. Die Testpilotenschule École du personnel navigant d'essais et de réception (EPNER) wurde 1962 von Brétigny-sur-Orge nach Istres verlegt und dem CEV angegliedert.
Hinzu kamen ab Juli 1965 die Boeing C-135F-Tankflugzeuge. Sie standen zunächst im Dienst der Escadron de ravitaillement en vol 4/93 (ERV 4/93) „Aunis“ (seit 1976 ERV 1/93). Zwischen 1976 und 1993 unterstanden alle Tanker dem 93. Geschwader (93 ERV), dessen zweite Staffel die 2/93 „Sologne“ war. Im Jahr 1988 wurden die Tanker remotorisiert und erhielten die Bezeichnung C-135FR. Im September 1991 kam noch eine dritte Staffel hinzu, die EIRV 3/93 „Landes“. Nach Auflösung der 93 ERV drei Jahre zuvor, wurden zum 1. August 1996 die beiden verbliebenen Tankstaffeln zur neuen ERV 93 „Bretagne“ verschmolzen (Umbezeichnung im Jahr 2004 zur Gruppe GRV 0/93 und 2009 GRV 1/91).
Im Jahre 1999 nutzte die NATO die Basis für die Operation Allied Force über Jugoslawien, von hier operierten U2 und neben den französischen Tankern auch KC-135 der USAF.
Später war Istres von 2011 bis 2018 die letzte Einsatzbasis der Mirage 2000N. Diese mit Nuklearwaffen ausgerüstete Variante stand als Teil der Atomstreitkräfte im Dienst bei der Escadron de chasse 2/4 (EC 2/4) „La Fayette“.
Im Zuge einer Umorganisation wurde in Istres im August 2014 wieder ein Geschwader neu aufgestellt, das 31e escadre aérienne de ravitaillement et de transport stratégiques (31e ERTS) für Luftbetankungs und Transport, erstes einer Reihe weiterer. Im gleichen Jahr begann auch die geplant 120 Mill. Euro teure Modernisierung der Basis im Hinblick auf das Eintreffen des ersten neuen Transport-/Tankfluzeuges des Typs A330 MRTT „Phénix“ im Jahr 2018. Neben einem neu zu errichtendem Wartungszentrum für die A330 werden auch die Pisten und Taxiways des Flugplatzes modernisiert. Hierzu gehörte auch die Anlage von neun Parkpositionen für die neuen Tanker, fünf davon im Hochsicherheitsbereich der strategischen Luftstreitkräfte. Die erste „Phénix“ traf Ende September 2018 auf der Basis ein und wurde Anfang Oktober offiziell übergeben.
Im Oktober 2019 wurden die fliegenden Staffeln des 31. Geschwaders neu organisiert. Der Escadron de ravitaillement en vol et de transport strategique ERVTS 1/31 „Bretagne“ wurden die A330 unterstellt und die C-135 kamen zur ERV 4/31 „Sologne“ und im Mai 2024 wurde ein neues militärisches Passagierterminal eingeweiht.
Bereits wenige Monate zuvor waren Ende 2023 die C-135FR außer Dienst gestellt worden. Mit der Außerdienststellung der verbliebenen C-135RG (KC-135R) wurde Ende Juni 2025 auch die ERV 4/31 „Sologne“ deaktiviert

## Militärische Nutzung

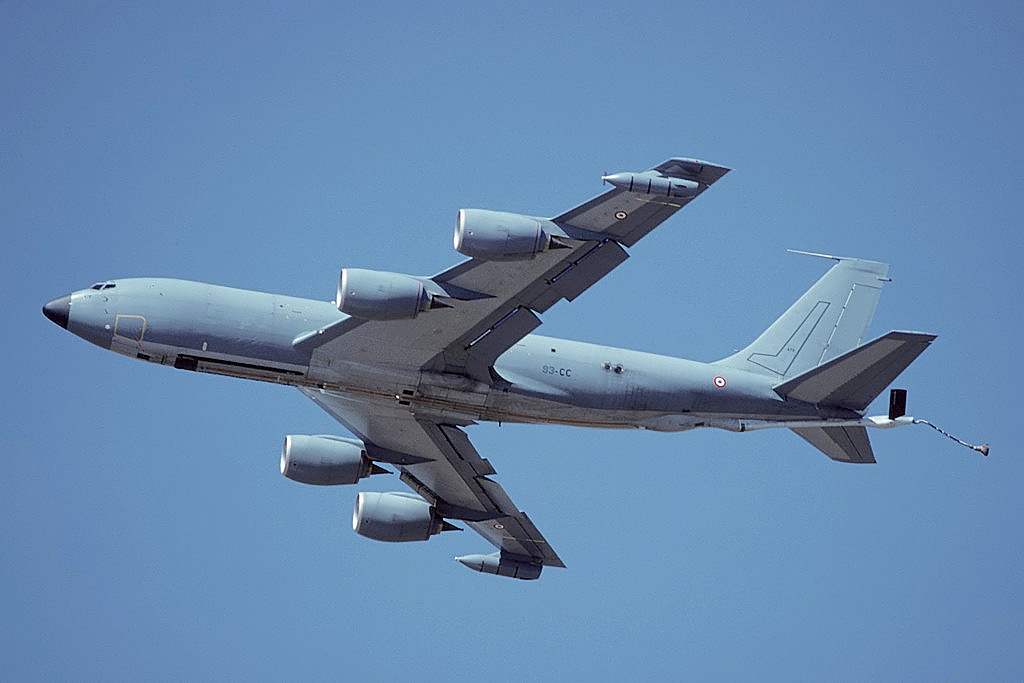
C-135FR der ERV 0/93, 1995

Die Basis beherbergt zurzeit (2023) ein Geschwader der französischen Nuklearstreitkräfte:
- 31e escadre aérienne de ravitaillement et de transport stratégiques (31e ERTS), Luftbetankungs- und Transportgeschwader, bestehend aus vier fliegenden Staffeln, den Einsatzstaffeln Escadron de ravitaillement en vol et de transport strategique ERVTS 1/31 „Bretagne“ und ERVTS 2/31 „Esterel“, ausgerüstet mit der Airbus A330 MRTT „Phénix“, der Umschuleinheit Escadron de transformation Phénix ETP 3/31 „Landes“ und der Escadron de ravitaillement en vol ERV 4/31 „Sologne“, einer dritten Einsatzstaffel, ausgerüstet mit der Boeing KC-135. Hinzu kommt die Wartungsstaffel, Escadron des soutiens techniques aéronautiques ESTA 15/31 „Camargue“.

## Zivile Nutzung
International bekannt ist das Flugversuchszentrum auf diesem Gelände. Hier finden regelmäßig bestimmte Erprobungen neuer Flugzeugtypen der Firma Airbus statt. Die EPNER bildet Testpiloten, Flugversuchsingenieure, Flugingenieure und Techniker sowie Fluglotsen aus, die bei Testflügen mitwirken.

## Zwischenfälle
- Am 5. September 1945 stürzte eine Douglas DC-3/C-47B der britischen Royal Air Force (RAF) (Luftfahrzeugkennzeichen KP235) bei einem Nachtstart vom Militärflugplatz Istres-Le Tubé nach einem Strömungsabriss ab. Von den 24 Insassen, vier Besatzungsmitglieder und 17 Passagiere, kamen 17 ums Leben.[7]

- Am 27. Januar 1948 wurde eine Douglas DC-3/C-47B-25-DK der United States Air Force (USAF) (44-76443) in die Flanke des 2323 Meter hohen Berges Montagne du Cheval Blanc im Massif des Trois-Évêchés (Département Alpes-de-Haute-Provence, Frankreich) geflogen. Die Maschine war auf dem Militärflugplatz Istres-Le Tubé gestartet, um nach Pisa (Italien) zu fliegen. Der Kommandant hatte jedoch bei Schneefall seine geplante Strecke nicht gefunden, war zum Startflugplatz umgekehrt und hatte sich auch dabei verflogen, so dass sein Flugzeug 135 Kilometer nordöstlich von Istres-Le Tubé gegen den Berg prallte. Durch diesen CFIT (Controlled flight into terrain) wurden alle 11 Insassen getötet, drei Besatzungsmitglieder und 8 Passagiere.[8]

- Am 31. März 1992 riss von einer Boeing 707-321C der nigerianischen Trans-Air Service (5N-MAS) beim Trans-Air Service Flug 671 bei Turbulenzen über den Alpen das Triebwerk 3 (rechts innen) ab. Dieses schlug dabei gegen Triebwerk 4 (rechts außen), welches sich ebenfalls von der Tragfläche löste. Trotz des Feuers, das sich beim Landeanflug an der beschädigten Tragfläche entzündete, gelang der Crew eine Notlandung auf dem Militärflugplatz Istres-Le Tubé. Nach Betätigen der Notbremse platzten die Reifen des linken Hauptfahrwerks; nach 2300 Metern Rollstrecke geriet das Flugzeug von der Landebahn ab und wurde irreparabel beschädigt. Das Frachtflugzeug befand sich auf einem Flug von Luxemburg nach Kano (Nigeria). Auslöser war Metallkorrosion der Triebwerkshalterung. Alle fünf Besatzungsmitglieder überlebten.[9]